# París-Niza 1979
La París-Niza 1979, fue la edición número 37 de la carrera, que estuvo compuesta de nueve etapas y un prólogo disputados del 7 al 14 de marzo de 1979. Los ciclistas completaron un recorrido de 1.037 km con salida en Boulogne-Billancourt y llegada a Col d'Èze, en Francia. La carrera fue vencida por el holandés Joop Zoetemelk, que fue acompañado en el podio por el sueco Sven-Åke Nilsson y el holandés Gerrie Knetemann. 

## Resultados de las etapas
| Etapa               | Fecha       | Recorrido                        | km     | Ganador              | Líder            |
| ------------------- | ----------- | -------------------------------- | ------ | -------------------- | ---------------- |
| Prólogo             | 7 de marzo  | Boulogne-Billancourt-París (CRI) | 7.8 km | Gerrie Knetemann     | Gerrie Knetemann |
| 1ª etapa, 1º sector | 8 de marzo  | Montereau-Joigny                 | 97 km  | Yvon Bertin          | Gerrie Knetemann |
| 1ª etapa, 2º sector | 8 de marzo  | Joigny-Auxerre (CRE)             | 33 km  | TI-Raleigh-Mc Gregor | Gerrie Knetemann |
| 2ª etapa            | 9 de marzo  | Montbard-Besançon                | 161 km | Leo van Vliet        | Gerrie Knetemann |
| 3ª etapa            | 10 de marzo | Besançon-Lyon                    | 175 km | Jan Raas             | Gerrie Knetemann |
| 4ª etapa            | 11 de marzo | Oullins-Sant-Etiève              | 142 km | Sven-Åke Nilsson     | Joop Zoetemelk   |
| 5ª etapa            | 12 de marzo | Pierrelatte-Vitrolles            | 178 km | Dietrich Thurau      | Joop Zoetemelk   |
| 6ª etapa            | 13 de marzo | Vitrolles-Mandelieu-la-Napoule   | 206 km | Jean Chassang        | Joop Zoetemelk   |
| 7ª etapa, 1º sector | 14 de marzo | Mandelieu-la-Napoule-Niza        | 59 km  | Daniele Tinchella    | Joop Zoetemelk   |
| 7ª etapa, 2º sector | 14 de marzo | Niza-Col d'Èze (CRI)             | 11 km  | Joop Zoetemelk       | Joop Zoetemelk   |

## Etapas

### Prólogo
7-03-1979. Boulogne-Billancourt-París, 7.8 km. CRI
|   | Ciclista         | Equipo               | Tiempo  |
| - | ---------------- | -------------------- | ------- |
| 1 | Gerrie Knetemann | TI-Raleigh-Mc Gregor | 10' 25" |
| 2 | Joop Zoetemelk   | Miko-Mercier-Vivagel | + 7"    |
| 3 | Bernard Hinault  | Renault-Gitane       | + 8"    |

### 1ª etapa, 1º sector
8-03-1979. Montereau-Joigny, 97 km.
|   | Ciclista            | Equipo                       | Tiempo     |
| - | ------------------- | ---------------------------- | ---------- |
| 1 | Yvon Bertin         | Renault-Gitane               | 2h 41' 29" |
| 2 | Giuseppe Martinelli | San Giacomo-Mobilificio-Alan | m. t.      |
| 3 | Dominique Sanders   | Teka                         | m. t.      |

### 1ª etapa, 2º sector
8-03-1979. Joigny-Auxerre, 33 km. (CRE)
|   | Equipo               | Tiempo     |
| - | -------------------- | ---------- |
| 1 | TI-Raleigh-Mc Gregor | 2h 10' 42" |
| 2 | Miko-Mercier-Vivagel | + 2' 40"   |
| 3 | IJsboerke-Warncke    | + 2' 47"   |

### 2ª etapa
9-03-1979. Montbard-Besançon 161 km.
|   | Ciclista       | Equipo                     | Tiempo     |
| - | -------------- | -------------------------- | ---------- |
| 1 | Leo van Vliet  | TI-Raleigh-Mc Gregor       | 3h 50' 37" |
| 2 | Bernard Vallet | La Redoute-Motobécane      | m. t.      |
| 3 | Marc Demeyer   | Flandria-Ça Va Seul-Sunair | + 5"       |

### 3ª etapa
10-03-1979. Besançon-Lyon 175 km.
|   | Ciclista            | Equipo                       | Tiempo     |
| - | ------------------- | ---------------------------- | ---------- |
| 1 | Jan Raas            | TI-Raleigh-Mc Gregor         | 5h 01' 00" |
| 2 | Giuseppe Martinelli | San Giacomo-Mobilificio-Alan | m. t.      |
| 3 | Jos Jacobs          | IJsboerke-Warncke            | m. t.      |

### 4ª etapa
11-03-1979. Oullins-Sant-Etiève, 142 km.
Zoetemelk se pone líder gracias a un ataque en los montes del Forez.
|   | Ciclista         | Equipo                       | Tiempo     |
| - | ---------------- | ---------------------------- | ---------- |
| 1 | Sven-Åke Nilsson | Miko-Mercier-Vivagel         | 3h 56' 04" |
| 2 | Fausto Bertoglio | San Giacomo-Mobilificio-Alan | + 1"       |
| 3 | Joop Zoetemelk   | Miko-Mercier-Vivagel         | m. t.      |

### 5ª etapa
12-03-1979. Pierrelatte-Vitrolles, 178 km.
Dietrich Thurau se lleva gracias a una fuga en solitario de 156 km.
|   | Ciclista            | Equipo                       | Tiempo     |
| - | ------------------- | ---------------------------- | ---------- |
| 1 | Dietrich Thurau     | IJsboerke-Warncke            | 4h 18' 50" |
| 2 | Pierino Gavazzi     | Zonca-Santini                | + 1' 45"   |
| 3 | Giuseppe Martinelli | San Giacomo-Mobilificio-Alan | m. t.      |

### 6ª etapa
13-03-1979. Vitrolles-Mandelieu-la-Napoule, 206 km.
|   | Ciclista            | Equipo                       | Tiempo     |
| - | ------------------- | ---------------------------- | ---------- |
| 1 | Jean Chassang       | Renault-Gitane               | 5h 47' 51" |
| 2 | Jacques Michaud     | Flandria-Ça Va Seul-Sunair   | + 26"      |
| 3 | Giuseppe Martinelli | San Giacomo-Mobilificio-Alan | + 38"      |

### 7ª etapa, 1º sector
14-03-1979. Mandelieu-la-Napoule-Niza, 59 km.
|   | Ciclista          | Equipo            | Tiempo     |
| - | ----------------- | ----------------- | ---------- |
| 1 | Daniele Tinchella | Teka              | 1h 33' 36" |
| 2 | Jos Jacobs        | IJsboerke-Warncke | m. t.      |
| 3 | Guido Van Calster | DAF Trucks-Aida   | m. t.      |

### 7ª etapa, 2º sector
14-03-1979. Niza-Col d'Èze, 11 km. CRI
|   | Ciclista        | Equipo               | Tiempo  |
| - | --------------- | -------------------- | ------- |
| 1 | Joop Zoetemelk  | TI-Raleigh-Mc Gregor | 21' 22" |
| 2 | Henk Lubberding | TI-Raleigh-Mc Gregor | + 7"    |
| 3 | Daniel Willems  | IJsboerke-Warncke    | + 8"    |

## Clasificaciones finales

### Clasificación general
| Pos. | Ciclista         | Equipo                     | Tiempo      |
| ---- | ---------------- | -------------------------- | ----------- |
|      | Joop Zoetemelk   | Miko-Mercier-Vivagel       | 28h 36' 02" |
| 2    | Sven-Åke Nilsson | Miko-Mercier-Vivagel       | + 1' 44"    |
| 3    | Gerrie Knetemann | TI-Raleigh-Mc Gregor       | + 1' 47"    |
| 4    | Henk Lubberding  | TI-Raleigh-Mc Gregor       | + 2' 07"    |
| 5    | Daniel Willems   | IJsboerke-Warncke          | + 3' 16"    |
| 6    | Bernard Hinault  | Renault-Gitane             | + 3' 36"    |
| 7    | Eddy Schepers    | DAF Trucks-Aida            | + 6' 51"    |
| 8    | René Bittinger   | Flandria-Ça Va Seul-Sunair | + 6' 52"    |
| 9    | Bernard Vallet   | La Redoute-Motobécane      | + 7' 44"    |
| 10   | Pierre Bazzo     | La Redoute-Motobécane      | + 7' 47"    |